# Кранув
Кранув (пол. Kranów) — село в Польщі, у гміні Далешиці Келецького повіту Свентокшиського воєводства.
Населення — 550 осіб (2011).
У 1975-1998 роках село належало до Келецького воєводства.

## Демографія
Демографічна структура на день 31 березня 2011 року:
|          | Загалом | Допрацездатний вік | Працездатний вік | Постпрацездатний вік |
| -------- | ------- | ------------------ | ---------------- | -------------------- |
| Чоловіки | 280     | 78                 | 178              | 24                   |
| Жінки    | 270     | 66                 | 163              | 41                   |
| Разом    | 550     | 144                | 341              | 65                   |